# Söråker
Söråker ist ein Ort (tätort) in der schwedischen Provinz Västernorrlands län und in der historischen Provinz Medelpad.

## Lage und Wirtschaft
Söråker gehört zur Gemeinde Timrå. Der Ort liegt etwa 25 km Luftlinie südwestlich der Provinzhauptstadt Härnösand und gehört zusammen mit dem wenige Kilometer westlich gelegenen Gemeindezentrum Timrå zur Agglomeration um die Stadt Sundsvall. Diese Orte erstrecken sich um den inneren Teil der Sundsvallbucht des Bottnischen Meerbusens der Ostsee. Söråker liegt am Nordostufer des Klingerfjärden genannten Teils der Bucht nördlich der Insel Alnön, in den unmittelbar westlich des Ortes der Indalsälven mit einem Delta mündet. Söråker ist der zweitgrößte Ort der Gemeinde nach dem Zentralort Timrå.
Am Ort führt die Europastraße 4 vorbei. Er liegt an der Eisenbahnstrecke Sundsvall – Långsele (Ådalsbanan), die auf dem Abschnitt bis Härnösand 1925 als Teil der damals privaten Ostküstenbahn (Ostkustbanan) eröffnet wurde. Gegenwärtig wird die Strecke als südliche Verlängerung der Botniabanan für Hochgeschwindigkeitsverkehr mit teils neuer Streckenführung ausgebaut, womit der Halt in Söråker wegfallen wird; die nächstgelegene Bahnstation wird dann das Midlanda Resecentrum beim Flughafen Sundsvall-Härnösand (Midlanda) sein, der sich im Delta des Indalsälven zwischen Söråker und Timrå befindet.
Söråker besitzt einen Seehafen und mehrere Gewerbegebiete.

## Kultur und Sport
Söråkers Folkets Hus ist das kulturelle Zentrum des Ortes. In Söråker ist der Sportclub Söråkers IF, vor allem für seine Bandymannschaft bekannt, sowie der 2001 von diesem abgetrennte Fußballclub Söråkers FF ansässig.